# ELAK
ELAK (Elektronischer Akt) die Umsetzung der E-Government-Strategie der Republik Österreich. Durch ELAK ist elektronische Aktenverwaltung, automatisierte Abwicklung von Geschäftsprozessen, Archivierung und eine nahtlose Verwaltungskooperation zwischen den Behörden. Ebenso bildet der ELAK die Basis für eine bürgernahe Verwaltung und ermöglicht One-Stop-Government.
Österreich wurde mehrmals im Rahmen des von Capgemini durchgeführten Benchmarkings für E-Government innerhalb der EU-Staaten als herausragend in der Umsetzung von E-Government genannt.

## Allgemeines (Österreich)
ELAK ermöglicht seit 2004 die elektronische Aktenverwaltung, automatisierte Abwicklung von Geschäftsprozessen, Archivierung und eine Verwaltungskooperation zwischen den Behörden. ELAK bietet die Basis für eine bürgernahe Verwaltung und ein One-Stop-Government. Er unterstützt die Zusammenarbeit aller im „ELAKimBUND“ (EiB) beteiligten Organisationen und ermöglicht auch die Zusammenarbeit mit Externen.
Der EiB bietet neben dem formellen Arbeiten (Geschäftsfallbearbeitung) auch Möglichkeiten zur informellen Zusammenarbeit.
Der elektronische Akt im Bund steht allen Bundesdienststellen zur Verfügung. Derzeit verwenden in etwa 40 Organisationen mit circa 14.000 Benutzer dieses System. Ziel ist es, den EiB ls gesamtheitliche Lösung zu einem zentralen digitalen Arbeitsplatz der österreichischen Bundesverwaltung, der Höchstgerichte sowie diverser nachgeordneter und ausgegliederter Organisationen zu entwickeln.
Der ELAK verkürzt die Bearbeitungszeiten von Anträgen, indem er parallele und standardisierte Abläufe zwischen den Behörden ermöglicht. Dadurch entfallen Postwege und Papierausdrucke.

## Ziele und Nutzen des ELAK
Ziel des ELAK
- effiziente verwaltungsübergreifende Zusammenarbeit
- Verkürzung der Durchlaufzeiten bei der Aktenbearbeitung
- Einbindung der nachgeordneten Dienststellen
- Vereinfachung von komplexen Verfahren
- Verwaltungsübergreifende Zusammenarbeit ohne Medienbruch

Nutzen für Bürger
- Einfachere und raschere Behördenwege
- One-Stop-Government mittels elektronischer Prozesse
- 24 Stunden 7 Tage die Woche Verfügbarkeit der Behördenwege
- Beschleunigung von Auskünften und Informationsaustausch
- elektronische Übermittlung von Schriftstücken und Formularen
- Reduktion von Arbeitsschritten durch Automatisierung
- Transparenz, Nachvollziehbarkeit und Dokumentation
- Schutz vor unbefugtem Zugriff

## Projektverlauf
1994 wurde von Fabasoft das System Linkworks für Digital entwickelt. Linkworks ist die Basis der ELAK-Systeme die erfolgreich zum Einsatz kamen.
Gemeinsam mit Fabasoft und Unisys entwickelte das Außenministerium bereits 1996 den ELAK, der im Mai 1997 flächendeckend in der Zentrale des BMeiA (Bundesministeriums für europäische und internationale Angelegenheiten) eingesetzt wurde. Als der damalige Außenminister, Wolfgang Schüssel, Bundeskanzler wurde, hielt er in der Regierungserklärung 2000 fest, dass auch alle übrigen Ministerien ELAK einsetzen müssen. Am 10. Juli 2001 wurde mit dem Ministervortrag das Bundeskanzleramt mit der Durchführung des Projektes ELAK beauftragt. Zeitgleich wurde die Budgetverwaltung des Bundes auf SAP umgestellt (Projekt HV-SAP im Bundesrechenzentrum unter der Führung des Finanzministeriums). Auf Grund der strikt vorgegebenen Trennung der Aktenverwaltung und der betriebswirtschaftlichen Abläufe musste der ELAK als systemübergreifender Workflow implementiert werden. Führend war das System zur Aktenverwaltung, budgetrelevante Vorgänge mussten im HV-SAP-System abgewickelt werden. Anhand von Beschaffungsvorgängen wird dieses Konzept erklärt:
- Angebotsbeschaffung, Freigaben, Unterschriften sind im Aktenverwaltungssystem nachvollziehbar hinterlegt
- Beschaffung (Bestellung, Wareneingang, Zahlung der Rechnung) erfolgt im SAP-System
- abgeschlossen wird der Akt mit ergänzenden Informationen aus dem HV-SAP-System im Aktenverwaltungssystem

Das ELAK-Projekt wurde in 2 Phasen realisiert, da es bis dahin keine vergleichbare Installation gab. 2001/2002 wurde innerhalb des HV-SAP-Projekts herstellerunabhängig die Anbindung von Aktenverwaltungssystemen implementiert, um diese mit betriebswirtschaftlichen Abläufen, die budgetrelevant sind, zu unterstützen. Für den Prototyp wurden die Systeme der Firma Fabasoft und der Firma SER angebunden. Fabasoft wurde schließlich vom Bundeskanzleramt präferiert, da es schon Installationen im Haus gab. Dieses ELAK-System war bis 2004 im Einsatz. Basierend auf dem ELAK wurde 2002 das Projekt ELAK-im-Bund (EIB) ausgeschrieben und 2003 implementiert.
Der Bund hatte sich für eine Ein-Produkt-Strategie und ein zentrales Betreibermodell für die elektronische Aktenverwaltung entschieden. Anfang September 2001 wurden die Vorbereitungsarbeiten inklusive Ausschreibung durch die Bundesbeschaffungs-GmbH begonnen. Der ARGE-ELAK, einer Bietergemeinschaft aus Bundesrechenzentrum-GmbH, IBM und Fabasoft mit der eGovernment-Lösung Fabasoft eGov-Suite, wurde der Zuschlag erteilt.
Die jeweiligen Ressorts waren für den Rollout des ELAKs und der damit verbundenen technischen, organisatorischen und budgetären Aspekte selbst verantwortlich. Ein Projektlenkungsausschuss, bestehend aus Vertretern der Ressorts und der Auftragnehmer, übernahm die gesamtheitliche Koordinierung des Projektes. Die dafür notwendige Projektgruppe unter Federführung des österreichischen Bundeskanzleramtes setzte sich aus Experten der Bundesministerien zusammen.
Im November 2002 wurde mit der Umsetzung begonnen, welche im Jahr 2004 mit dem finalen Rollout abgeschlossen wurde.
Seit Jänner 2004 hat der ELAK den Papierakt in allen österreichischen Bundesministerien abgelöst – mit Ausnahme des Bundesministeriums für Landesverteidigung und Sport.
Das Bundesministerium für Landesverteidigung und Sport betreibt seit dem Jahr 2000 eine eigene Lösung, den BMLV-ELAK. Der BMLV-ELAK wird auch in der Österreichischen Präsidentschaftskanzlei als autarke Lösung eingesetzt. Der BMLV-ELAK basiert auf dem Workflow-Management-System @enterprise.
Der technische Betrieb der Server und Anwendungen erfolgt im Bundesrechenzentrum.
Zusätzlich werden auch in anderen Bereichen der öffentlichen Verwaltung ELAK Systeme mit unterschiedlichen Produkten umgesetzt. Der Funktionsumfang dieser Produkte und Lösungen orientiert sich nach dem Leistungsverzeichnis der EiB Spezifikation.

## ELAK auf Landes- und Gemeindeebene
Der ELAK wird in Österreich auch auf Landes- und Gemeindeebene eingesetzt. So arbeiten beispielsweise die Stadt Wien (Open Source), Niederösterreich, Oberösterreich, Salzburg, Steiermark, Tirol, Vorarlberg, Landeshauptstädte Linz, Salzburg, Innsbruck und Graz. Die Gemeinden in Vorarlberg setzen ebenso auf diese eGovernment-Lösung.

## Kritik
Eine durch den Elektronischen Akt erreichte Effizienzsteigerung im Aktenwesen konnte laut Bericht des Rechnungshofes 2008 jedoch nicht nachgewiesen werden, weil sowohl Kennzahlen als auch eine Kosten-Nutzen-Analyse fehlten. Weiters kritisierte der Rechnungshof die um 10 Mio. € überschrittenen Einführungskosten.